# Hale-Observatorien
Unter der Bezeichnung Hale Observatories wurden in den Jahren 1969 bis 1980 vier Sternwarten auf dem nord- und südamerikanischen Kontinent zu einer Verwaltungseinheit zusammengefasst. Das Mount-Wilson-Observatorium (⊙), das Palomar-Observatorium (⊙) und das Big Bear Solar Observatory (⊙) in Kalifornien sowie das Las-Campanas-Observatorium (⊙) in Chile.
Die Observatoriengruppe war mit dem 1917 installierten Hooker-Reflektor am Mount Wilson (Durchmesser des Hauptspiegels: 2,5 Meter) und dem 1948 in Betrieb genommenen 5-Meter-Spiegel des Hale-Teleskops am Mount Palomar über insgesamt 60 Jahre mit dem jeweils weltweit größten Teleskop ausgestattet. 
Seit 1948 wurden das Mount-Wilson-Observatorium und das Palomar-Observatorium als Verwaltungseinheit von den besitzenden Organisationen, der Carnegie Institution und dem California Institute of Technology, gemeinsam betrieben. 1969 wurden sie zu Ehren ihres Gründers, des Astronomen George Ellery Hale, als Hale Observatories unter einem Namen zusammengefasst. Im Jahr 1969 kam das in Chile von der Carnegie Institution neu errichtete Las-Campanas-Observatorium mit dem Swope-Teleskop hinzu. Das von Caltech betriebene Big Bear Solar Observatory wurde 1970 in Betrieb genommen und der Verwaltungseinheit hinzugefügt. Im Jahr 1980 wurde die Verwaltungseinheit aufgrund der Unterschiede in den Arbeitsweisen der beiden Betreiber wieder aufgelöst.
Bei der Caltech verblieben das Palomar-Observatorium, heute Caltech Optical Observatories, und das Big Bear Solar Observatory, das 1997 jedoch aus der Caltech-Betreuung herausgelöst wurde und seitdem vom New Jersey Institute of Technology betrieben wird.
Die von der Carnegie Institution betriebenen Einrichtungen, die Mount Wilson and Las Campanas Observatories, wurden 1989 unter der Direktion von Leonard Searle schließlich auch voneinander getrennt: das Mount-Wilson-Observatorium wird seitdem vom privaten Mount Wilson Institute betrieben, der Name wurde zu Observatories of the Carnegie Institution of Washington, kurz: Carnegie Observatories, verändert. Das Archiv der Carnegie Observatories wird in der Huntington Library in Pasadena aufbewahrt. 